# Aspalathus smithii
Aspalathus smithii är en ärtväxtart som beskrevs av Rolf Martin Theodor Dahlgren. Aspalathus smithii ingår i släktet Aspalathus och familjen ärtväxter. Inga underarter finns listade i Catalogue of Life.